# بريان دي لا فيوينت
بريان دي لا فيوينت (بالإسبانية: Bryan de la Fuente)‏ هو لاعب كرة قدم مكسيكي، ولد في 1 يوليو 1992 في لاريدو في الولايات المتحدة. شارك مع منتخب الولايات المتحدة تحت 20 سنة لكرة القدم. أما مع النوادي، فقد لعب مع أرارات يريفان ونادي تيخوانا ونادي شيفاز يو إس أي.

## وصلات خارجية
- بريان دي لا فيوينت على موقع الدوري الأمريكي (الإنجليزية)
- بريان دي لا فيوينت على موقع قاعدة بيانات كرة القدم.إي يو (الإنجليزية)
- بريان دي لا فيوينت على موقع Soccerway.com (الإنجليزية)